# 加埃尔·图亚
加埃尔·图亚（法語：Gaël Touya，1973年10月23日—），法国男子击剑运动员。他曾获得2004年夏季奥运会击剑比赛男子佩剑团体金牌。他的弟弟达米安·图亚同样也是击剑选手。